# Лангерак (Дренте)
Лангерак (нід. Langerak) — селище в нідерландській провінції Дренте. Входить до муніципалітету Куворден.
Перша згадка про населений пункт датується 1899 роком. Наразі у селищі нараховується близько 40 будинків.